# ジャン・ボーフレ
ジャン・ボーフレ（Jean Beaufret, 1907年 - 1982年）は、フランスの哲学者・ドイツ学者。マルティン・ハイデッガーをフランスに紹介した立役者。
高等師範学校を卒業、兵役を終えた後1933年、ボーフレは哲学の一級教員資格（アグレガシオン）を取得し、リセの哲学教師としてキャリアを積んだ。はじめ彼は19世紀ドイツ哲学に関心があり、特にヘーゲルやフィヒテ、マルクスが興味の対象だった。第二次大戦前にはエリュアール、メルロー＝ポンティ、ブルトンやヴァレリーと知己になった。
ハイデッガーがボーフレと親しくなったのは、自らの教授としての地位について非ナチ化委員会から疑義を呈された1946年のことである。ボーフレは当時興隆しつつあったフランス実存主義の潮流に彼を取り込もうとした。ハイデッガーの『〈ヒューマニズム〉について』(de:Brief über den »Humanismus«) はそれへの返信として著されたものである。 ボーフレは1947年、学生を連れトットナウベルク (en:Todtnauberg) にハイデッガーを訪ね、続いてフライブルクでの仏独学術交流会に参加した。これら二つの町のあるバーデン＝ヴュルテンベルク州が未だフランス占領地区だった頃のことである。参加学生として選ばれた者の中にリオタールがおり、この時のことを次のように回想している。
ハイデッガーの別荘 (Hütte) にさもしそうな小作がいたのを覚えている。伝統衣装をまとうその小作は、説教くさい口ぶりと狡い目遣いをする人だった。恥や不安の感情とは無縁といった風で、自分の知識で身を固め、自分の躾にうぬぼれているのだった。そういう光景を目にしたとたん、私は「ハイデッガー主義者」になる気をなくした。別にそう思ったからといってそのことを吹聴するつもりはない。それはいっときの印象なのであって、パリっ子にありがちな偏見をもってそのように感じたに違いない。それからハイデッガーを読むのをやめたわけでもない。("Heidegger and 'the Jews': a Conference in Vienna and Freiburg", p. 137, in Political Writings)
その後もボーフレはハイデッガーの近しい仲間であった。ハイデッガーがデリダの著作を知るようになったのも彼を通じてである。
ボーフレは「伝説的ともいうべき哲学教授であり、幾世代の学生、そして未来の教授を育てた」と言われている (D. Pettigrew and F. Raffoul, French Interpretations of Heidegger, p. 6) 。
彼は「正統派フランス・ハイデッガー主義」の創始者とされる。これはフランス哲学の一潮流となっているが、同時にハイデッガーの国家社会主義に加担したという側面—これはビクトル・ファリアス (en:Victor Farías) 『ハイデッガーとナチズム』のフランス語版が1987年に出て以来強調されている—に目をつぶるものでもある。